# 欠ケ下町
欠ケ下町（かけがしたちょう）は、愛知県半田市の地名。

## 地理
半田市北部に位置する。南は岩滑西町、北は丁田町に接する。

### 河川
- 矢勝川[1]

## 歴史

### 町名の由来
字名に由来する。

### 沿革
- 1957年（昭和32年） - 半田市半田の一部により、同市欠ケ下町が成立[2]。

### WEB
1. ↑  “愛知県半田市の郵便番号一覧”.   日本郵便. 2023年11月25日閲覧。
2. ↑  “市外局番の一覧” (PDF).   総務省 (2022年3月1日). 2022年3月22日閲覧。

### 書籍
1. 1 2 3  「角川日本地名大辞典」編纂委員会 1989, p. 1817.
2. 1 2  「角川日本地名大辞典」編纂委員会 1989, p. 366.